# コスモエネルギーホールディングス
コスモエネルギーホールディングス株式会社（英: COSMO ENERGY HOLDINGS COMPANY, LIMITED）は、コスモエネルギーグループの持株会社。

## 概説
コスモ石油株式会社の単独株式移転により設立された。
設立当初はコスモ石油株式会社のみを直接の子会社としていたが、2016年1月1日にグループ事業体制を変更し、供給機能を担うコスモ石油株式会社・販売機能を担うコスモ石油マーケティング株式会社・資源開発を担うコスモエネルギー開発株式会社などを直接の子会社とする体制に移行した。
2007年（当時はコスモ石油）より筆頭株主は15.69%の株式を持つアブダビ政府系投資会社であったが、2022年に保有する全ての株式を売却し、資本提携を解消した。
旧三和銀行（現・三菱UFJ銀行）の融資系列である三和グループの三水会とその後身社長会である水曜会およびみどり会の会員企業である。

## 歴史
- 2015年（平成27年）10月1日 - コスモ石油株式会社の単独株式移転により設立。コスモ石油に代わり東京証券取引所第一部に上場。
- 2016年（平成28年）1月1日 - コスモ石油株式会社からグループ経営企画、経営支援及び経営管理事業を会社分割により承継。コスモ石油マーケティング株式会社・コスモエネルギー開発株式会社などを直接の子会社とする。
- 2017年（平成29年）
  - 2月21日 - キグナス石油と資本業務提携を締結[12]。
  - 5月 - 三愛石油（現・三愛オブリ）よりキグナス石油の株式の2割を取得。
- 2022年
  - 8月12日 - この日までに旧村上ファンド代表の村上世彰が関与する投資会社・シティインデックスイレブンスが約782万株、同じく旧村上ファンド系投資会社のレノが約98万株、村上の長女・野村絢が20万株および新株予約権付社債約268万株分を取得し、旧村上ファンド関係者の共同株保有比率が13.35%となる[13]。
- 2023年
  - 1月4日 - この日までに旧村上ファンド関係者の株保有比率が19.96%となる[14]。
  - 1月11日 - 買収防衛策の導入を発表する[14]。
  - 4月 - この時点で旧村上ファンド関係者の株保有比率が20.01%となる[15]
  - 6月22日 - 定時株主総会で買収防衛策の発動に関する議案を賛成多数で可決。一方で旧村上ファンド関係者より提案された社外取締役の選任についての議案は否決された。採決に当たっては利害関係のない株主だけの参加とする「マジョリティー・オブ・マイノリティー」(MOM)が採用されていた[15]。
  - 7月27日 - 旧村上ファンド関係者が約400万株を追加取得する方針であることをコスモ側に通達[16][17]。
  - 10月24日 - コスモ側は旧村上ファンド関係者の株式買い増しに対する買収防衛策の発動について12月14日に臨時株主総会を開き株主に是非を問うことを発表した[18]。6月の定時総会で採用されたMOMは採用せず、特定株主を除外しない普通決議による採決としている[19]。
  - 12月1日 - 岩谷産業は旧村上ファンド関係者より株式約1,740万株を1,053億円で取得したと発表した。岩谷産業は既に保有する株式(0.07%)と合わせ株保有率が19.93%となりコスモエネルギーホールディングスの筆頭株主となった。また、旧村上ファンド関係者側も株式の追加取得の取り下げを表明した[20][21][22][23][24]。
  - 12月4日 - 旧村上ファンド関係者の岩谷産業への株式売却および追加取得の取り下げを受け、買収防衛策の廃止および同月14日に予定していた臨時株主総会の中止を発表した[25]。
- 2024年
  - 1月7日 - 本社を2025年春にTODA BUILDING（東京都中央区）へ移転することを発表した[26]。
  - 3月27日 - 公正取引委員会からの承認が得られたことを受けて、旧村上ファンド関係者から25万株を追加取得。追加取得分も合わせると、株保有率は20.07%となり、岩谷産業の持分法適用会社となった[5][24][27]。
  - 4月23日 - 岩谷産業との間で資本業務提携を締結[28][29]。

## 関係会社

### 直接出資の関係会社
- コスモエネルギー開発株式会社
- コスモ石油株式会社
- コスモ石油マーケティング株式会社
- コスモエコパワー株式会社

LPガス
- ジクシス株式会社（持分法適用関連会社。出光興産、住友商事との共同出資。）
- 株式会社エネサンスホールディングス （持分法適用関連会社。出光興産、住友商事との共同出資。）

製造
- 丸善石油化学株式会社[注 3]（UBE [注 3]、デンカ、JNC石油化学、コスモ松山石油との共同出資。）

エンジニアリング
- コスモエンジニアリング株式会社

商事
- 株式会社コスモトレードアンドサービス

その他
- コスモビジネスアソシエイツ株式会社

### コスモエネルギー開発株式会社の関係会社
原油開発
- コスモアブダビエネルギー開発株式会社
  - アブダビ石油株式会社
- カタール石油開発株式会社
- 合同石油開発株式会社（持分法適用関連会社）

### コスモ石油株式会社の関係会社
輸送
- コスモ海運株式会社

備蓄
- 沖縄石油基地株式会社（持分法適用関連会社）

物流
- 東西オイルターミナル株式会社（持分法適用関連会社）
- 北斗興業株式会社
- 坂出コスモ興産株式会社
- 関西コスモ物流株式会社
- コスモテクノ四日市株式会社
- コスモペトロサービス株式会社

潤滑油製造・販売
- コスモ石油ルブリカンツ株式会社

製造
- コスモ松山石油株式会社
- CMアロマ株式会社

SS資産管理
- コスモ石油プロパティサービス株式会社

### コスモ石油マーケティング株式会社の関係会社
石油製品販売
- コスモ石油販売株式会社
- コスモエネルギーソリューションズ株式会社

### 海外関係会社
- 米国コスモ石油株式会社
- 欧州コスモ石油株式会社
- コスモオイルインターナショナル株式会社